# 잉탄시
잉탄(한국어: 응담, 중국어: 鹰潭, 병음: Yīngtán)은 중화인민공화국 장시성 동부에 위치하는 지급시로 동쪽으로 푸젠 성과 접한다. 푸젠성 옆에 위치하고 저장성과 인접해있어 몇 세기 동안 전략적으로 중요한 도시였다. 오늘날에도 주요한 철도 교통의 중심이다.
잉탄 시가지 주변으로 룽후 산(龙虎山) 휴양지가 위치하는데 이곳은 도교의 고향으로 도교 신자들에게 커다란 상징적 의미를 지니는 곳이다. 이 지방은 많은 흥미로운 절들과 동굴 단지들 및 산과 마을들이 있다.

## 행정 구역

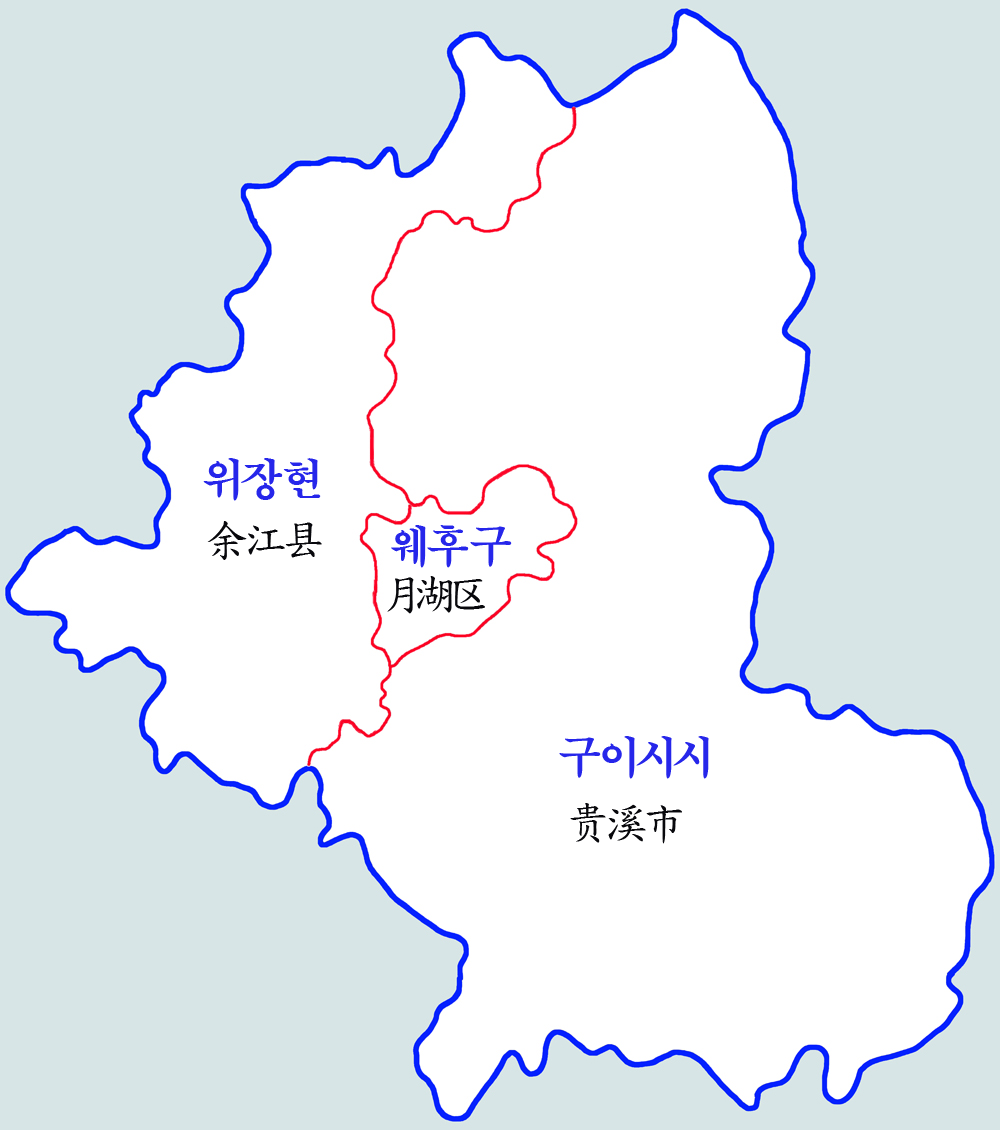
잉탄 시 행정구역

2개의 시할구, 1개의 현급시를 관할한다.
시할구
- 웨후 구(月湖区)
- 위장 구(余江区)

현급시
- 구이시 시(贵溪市)